# Galaxis (Csillagok háborúja)
A Csillagok háborúja galaxis(a) az a képzeletbeli, „réges-régi és messzi-messzi” galaxis, amelyben George Lucas filmsorozata, a Csillagok háborúja, valamint az erre épülő más alkotások játszódnak.
Erre a galaxisra a filmek, azok szöveges változatai, és általában minden itt játszódó alkotás egyszerűen mint a Galaxisra hivatkozik, hasonlóan ahhoz, ahogyan mi is egyszerűen így nevezzük a saját Tejútrendszerünket.

## A Galaxis helye térben és időben
Erre nézve az idáig nyolc megvalósult részből álló sorozat és a Zsivány Egyes pontatlan, de ettől eltekintve egyértelmű eligazítást ad: az összes film elején a főcímzenét is megelőzően látható mottószerű szöveg alapján („Long time ago in a galaxy far, far away” – azaz „réges-régen, egy messzi-messzi galaxisban”) a filmek cselekménye a mi időnkhöz képest a régmúltban játszódott le, és egyértelműen egy másik galaxisban.

## A Galaxis történetéről
A Csillagok háborúja a Galaxis fiziko-kémiai evolúciójával nem foglalkozik, de a hozzá kapcsolódó, lexikonszerű kézikönyvek sem nagyon. Erre nézve tehát nincs adat.
Szintén nincs komolyan vehető adat az ottani, akár globális (csillagászati nagyságrendű és jellegű), akár lokálisabb (bolygók, civilizációk sorsa) eseményeknek a mi időszámításunkhoz képes történő pontos elhelyezkedéséről sem, bár erre nézve rajongói találgatások léteznek.
Amit a Galaxis történetéről tudunk, az elsősorban a benne lakozó fajok, civilizációk története és ezeknek az egymáshoz való időviszonyai.

## A Galaxis felülnézeti térképe

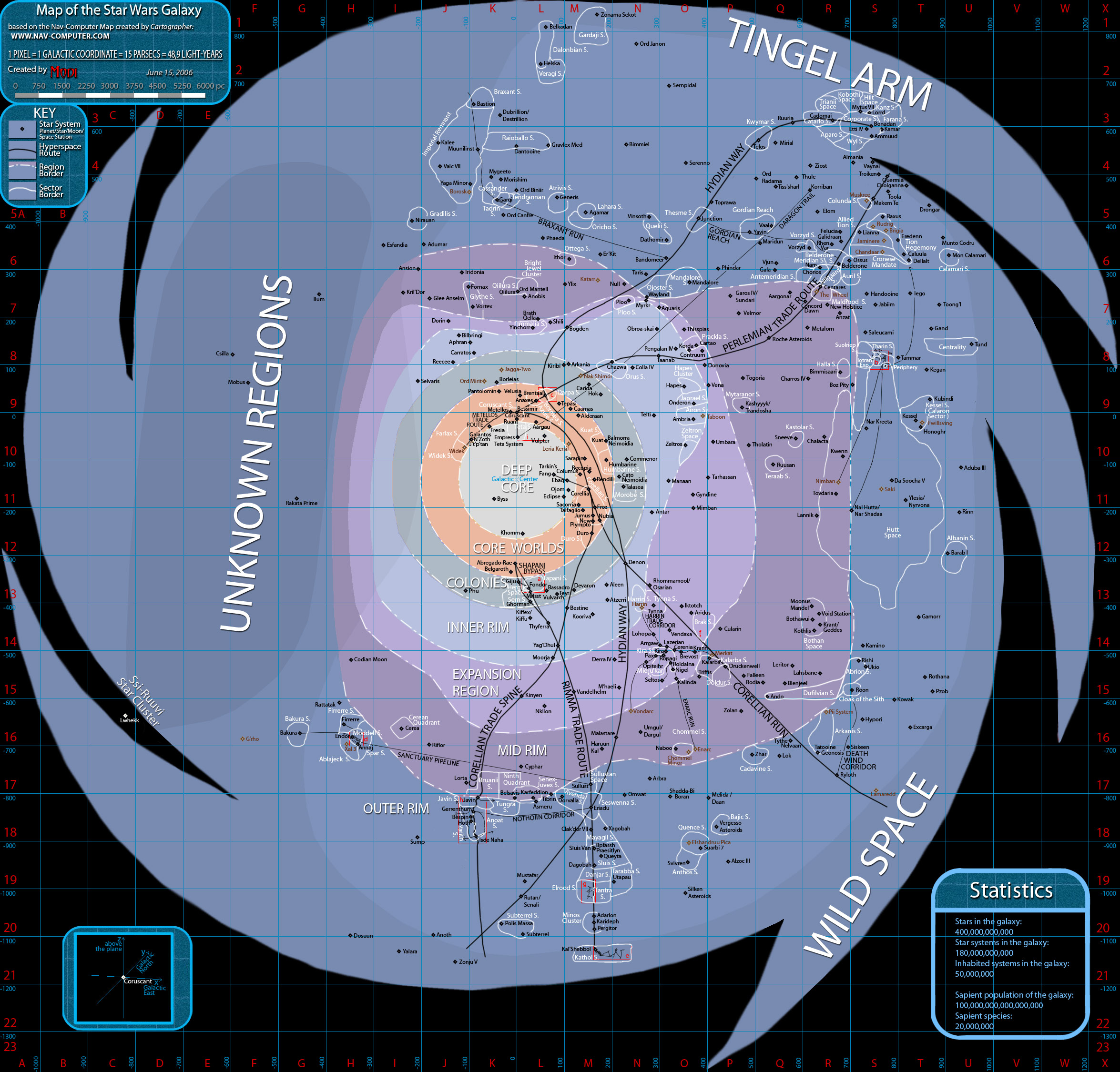
Egy nem hivatalos, de a hivatalos térképekkel meglehetősen egyező, részletes, jól használható és szabad licencű Galaxis-térkép, az „XS4all-féle térkép”

A Csillagok háborúja galaxisáról egymástól függetlenül több térkép jelent meg különféle szerepjáték-könyvekhez és számítógépes játékokhoz (lásd még: A Csillagok háborúja galaxis térképei), illetve olyan, széles körben elfogadottá vált művek részeként, mint a Star Wars: The Essential Atlas. Ezek természetesen felhasználták a filmek, rajzfilmek és regények, és azok szöveges változatainak, ill. az ehhez mellékelt dokumentáció adatait. Ezekből további térképek készültek oly módon, hogy a rajongók megpróbálták néhány ilyen, részben „hivatalos” (publikált), részben rajongói térképből összeegyeztetés után, összesített térképeket készíteni(ugyanis a „hivatalos” térképek sokszor a Galaxis egy-egy részletét ábrázolják). Az így kapott térképek topológiailag nagyfokú egyezést mutatnak (megegyeznek olyan jellemzőkben, hogy melyik égitestcsoport melyik égitestcsoporthoz van közel, melyik van a magban, melyik a karokban stb.) noha részadatokban (pl. pontos távolságadatok) és bizonyos tájolási adatokban eltérhetnek.
A térképek többsége olyan tájolással ábrázolja a Galaxist, amelyen a Coruscantot és a Mustafart összekötő képzeletbeli egyenes szinte teljesen függőleges, és a Coruscant „fent” („északon”), míg a Mustafar „lent” („délen”) található. Ilyen értelemben beszélhetünk „galaktikus égtájakról”, pl. „észak”, „délkelet” stb.
Egy galaxis a valóságban természetesen egy háromdimenziós (a karok nélkül tekintve, henger- vagy ellipszoidszerű) test, és kitaláltsága ellenére a Csillagok háborúja galaxisa is ilyen, nem pedig egy síkbeli alakzat, holott a térképek síkban ábrázolják. Erre az az egyszerű módszer ad lehetőséget, hogy az egyes égitesteket a Galaxiskorong képzeletbeli központi szimmetriasíkjára vetítik párhuzamos vetítéssel (izometrikus projekció), úgy, hogy a vetítés iránya merőleges a szimmetriasíkra, és ez a síkmetszet lesz a térkép síkja. E módszer megőrzi a Galaxisközépponthoz viszonyított síkbeli „polárszögeket”, de a távolságviszonyokat nagyon eltorzíthatja.
A legtöbb térkép és térképleírás régiókra (topológiai szempontból „koncentrikusnak” tekinthető szférákra) osztja a galaxist. A régiókra osztás három, nagyjából egyformán fontos szempontja: 1). a magtól való távolság 2). terjeszkedés-történelmi szempont 3). közigazgatási és kereskedelmi szempont.

### A Galaktikus főrégiók
Kettő vagy más szempont szerint három fő régió van:
1. Magrégió
2. Külső Régióöv
  1. Peremvidék(ek)
  2. Vadvidék

Egyesek a Vadvidéket, a lényegében teljesen ismeretlen területeket a Külső Régióövtől elválasztják, így ez a harmadik övezet lenne.

#### A Magrégió
A Magrégiót a Galaxis belsőbb területei képezik. Több alrégióra oszlik, ezek:
1. A Mélymag
2. A Magvilágok
3. A Kolóniák

A Galaxis tömegközéppontjához legközelebbi régió a Mélymag, amelyet a kis távolságok ellenére rossz hiperűr-közlekedési viszonyok jellemeznek (a nagy anyagsűrűség miatt). Igen kis területen több millió fiatal csillag helyezkedik itt el, de kevés bolygó; és az óriási gravitáció és fénysugárzás miatt ezeknek is csak töredéke lakható, mint pl. az Empress Theta rendszer.
A Magvilágok: a Mélymagot körülvevő és több millió lakható rendszernek helyt adó alrégió; itt helyezkednek v. helyezkedtek el olyan fontos, részben vagy egészben emberi világok, mint a Coruscant, a Galaxis egyfajta adminisztratív és jelképes központja, vagy az Alderaan-rendszer, továbbá a Chandrila, a Korélia,  stb., valamint a nem-emberi kultúra olyan központi bolygói, mint a Duro; továbbá olyan ipari központok, mint a Kuat-rendszer.
A Kolóniák a Magrégió legkülső alrégiója, a filmsorozat szempontjából főleg amiatt fontos, mivel helyt ad a neimoidiai befolyási övezetnek. A Galaxis egyik belső és régóta civilizált régiója, a legkülső magrégió, amely a Magvilágok és a Középső Peremvidék területei közt helyezkedik el. Bolygórendszereit főleg a belső régiókból érkező telepesek (kolonisták) tették lakottá és civilizálták, innen ered neve is. Néhány rendszer e régióban a Köztársaság alapítói közé tartozott. 25 000 évvel a Galaktikus Köztársaság megalakulása után már ugyanolyan fontos és befolyásos része volt a Galaxisnak, mint a Magvilágok. Bolygórendszereit később kereskedelmi és bányászati vállalatszövetségek hajtották uralmuk alá, amelyek nagy része, legalábbis formálisan, a Galaktikus Köztársasághoz tartozott, de a Klónháborúk során elszakadt, a Galaktikus Birodalom azonban elfoglalta (esetenként elpusztította) és visszacsatolta, továbbá vaskézzel irányította az itteni bolygórendszereket. A Kolóniák területén helyezkednek el a Neimoidián rendszerek.

#### A külső régiócsoport
A Külső Régiók a következők:
1. Belső Peremvidék
2. Középső Peremvidék
3. Terjeszkedési Régió
4. Külső Peremvidék
5. Kar- és szatellitrégiók
6. Vadvidék

A Magvilágokban elhelyezkedő coruscanti helyszíneket leszámítva, a filmsorozatok cselekményének nagy része egyébként a Középső Peremvidék (Naboo, Tatuin, Kashyyyk) és a Külső Peremvidék (Yavin, Kamino, Endor, Utapau, Geonosis, Hoth, Bespin) rendszereihez kötődik, és ezek – a Kashyyyk kivételével a „déli-délkeleti” tájolású területeken találhatók.
Ezen kívül említésszerűen szerepelnek további bolygók, ezek: az eredeti trilógiában a Kessel (csak a könyvváltozatban), Korélia (csak a könyvváltozatban), Sullust, Taanab, Anoat; az előzménytrilógiában az Iego, a Saleucami, Cato Neimoidia, illetve néhány további; mindezek azonban meglehetősen különféle területeken találhatók szerte a Galaxisban.

## Közigazgatás

### A főbb államalakulatok
A Galaxis közigazgatása a filmsorozatok által átfogott időben erősen központosított. Az első három film cselekménye idején a coruscanti központú demokratikus Galaktikus Köztársaság, a következő három idején a megegyező központú, diktatórikus Galaktikus Birodalom uralja szinte az egész területet, egészen a Terjeszkedési Régióig, bár a közigazgatási határok átnyúlnak a Külső Perem bizonyos területeire is.

### Az űrszektorok elve
Mindkét politikai rendszerre jellemző, hogy a Galaxist a régióknál jóval kisebb, darabonként max. száz vagy néhány száz naprendszert tartalmazó és nem koncentrikusan elhelyezkedő ún. űrszektorra, röviden szektorra (tartományra) osztja. A filmek írott változatai nagyon kevés szektort neveznek meg, azonban más dokumentumok alapján több száz szektor neve és pontos elhelyezkedése ismert.
A Köztársaság idején egy szektort általában egy szenátor képviselt a galaktikus parlamentben (Szenátus), de néhány esetben voltak kivételek. A Birodalom nagyjából megtartotta a szektorokra osztás elvét, számos szektort azonban átszerveztek (létrehoztak, megszüntettek, átcsatoltak). A Birodalmat felváltó Új Köztársaság visszatért a régi beosztáshoz.
A Birodalom ideje alatt a tartományokat kormányzók (moffok) uralták, akik csak az Uralkodónak és közvetlen bizalmasainak tartoztak felelősséggel, ezáltal a nagy diktátor árnyékában uralkodó mini-diktátoroknak tekinthetők. Ez elméletileg azt jelentette, hogy a globális központosítás erősen csökkent. Valójában azonban a kormányzók annyira függtek az Uralkodótól, hogy a gyakorlatban a központi hatalom erősebb lett. Ez megnövelte a kormányzás hatékonyságát, és a Köztársaság korában uralkodó nyílt korrupciót valóban letörte;  azonban mivel ezt a kormányzást nem a közjó iránti törekvés, hanem a periferiálisabb területek helyi sajátosságainak és igényeinek teljes és nyílt figyelmen kívül hagyása, valamint az erőforrásoknak a katonai fejlesztésekre és a Birodalom extenzív és erőszakos terjeszkedésére irányuló átcsoportosítása jellemezte, a hatékonyság inkább a lakosság nemtetszését váltotta ki, és a Felkelésen kívül számos helyi lázadáshoz vezetett, hogy csak néhány példát említsünk: a Kashyyykon, a Bespinen, vagy a Dresselen.

### Független területek
A Galaxisnak vannak olyan területei is, amelyek a filmek alapján kívül esnek a központi közigazgatáson. A legfontosabb a Középső Peremvidék egyik, térképtől és azok tájolásától függően déli vagy (dél)keleti területe; a Hutt Űr, amelyet a hutt fajba tartozó gengszterek uralnak. A filmsorozat cselekményét folytató vagy az előzményeket tárgyaló rajzfilmek, novellák stb. („kiterjesztett Csillagok háborúja Univerzum”) alapján még több ilyen terület is létezik, mint pl. a chissek által uralt Chiss Űr, ill. egyes Galaxis-karok és szatellitgalaxisok.